# 온타리오호 (타이탄)

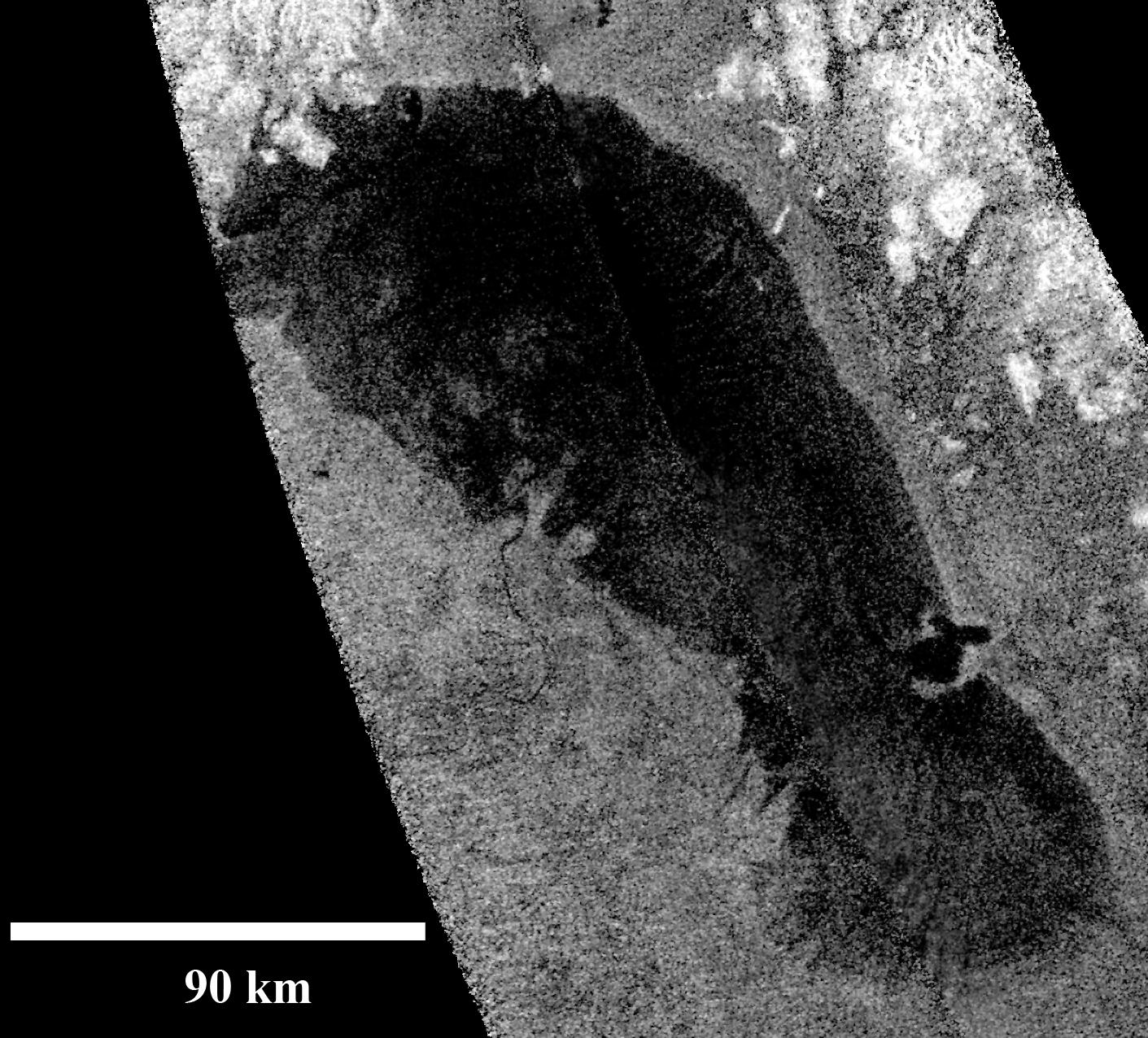
온타리오호의 레이다 이미지

온타리오호(영어: Ontario Lacus)는 토성의 위성 타이탄의 남쪽 끝에 있는 호수이다.
온타리오호는 2008년에 카시니가 발견하였다. 직경 약 235km, 면적은 약 15,000km2로 지구의 온타리오호의 약 80 %이다.